# Isidro Gomá y Tomás
Isidro Gomá y Tomás (La Riba, 19 agosto 1869 – Toledo, 22 agosto 1940) è stato un cardinale e arcivescovo cattolico spagnolo.

## Biografia
Nacque a La Riba il 19 agosto 1869.
Papa Pio XI lo elevò al rango di cardinale nel concistoro del 16 dicembre 1935. Durante la guerra civile spagnola egli fu incaricato d'affari per conto del Vaticano (tra 1936 e 1937) essendo vacante la nunziatura apostolica in Spagna (il nunzio Filippo Cortesi dovette abbandonare la Spagna nel 1936, poco dopo la sua nomina) e supportò fortemente le forze franchiste visto la politica ecclesiastica di carattere persecutorio del governo repubblicano.
Partecipò al conclave del 1939 che elesse al soglio pontificio Pio XII. Morì a Toledo il 22 agosto 1940 all'età di 71 anni.

## Genealogia episcopale e successione apostolica
La genealogia episcopale è:
- Cardinale Scipione Rebiba
- Cardinale Giulio Antonio Santori
- Cardinale Girolamo Bernerio, O.P.
- Arcivescovo Galeazzo Sanvitale
- Cardinale Ludovico Ludovisi
- Cardinale Luigi Caetani
- Cardinale Ulderico Carpegna
- Cardinale Paluzzo Paluzzi Altieri degli Albertoni
- Papa Benedetto XIII
- Papa Benedetto XIV
- Papa Clemente XIII
- Cardinale Bernardino Giraud
- Cardinale Alessandro Mattei
- Cardinale Pietro Francesco Galleffi
- Cardinale Giacomo Filippo Fransoni
- Cardinale Carlo Sacconi
- Cardinale Edward Henry Howard
- Cardinale Mariano Rampolla del Tindaro
- Arcivescovo Gregorio María Aguirre y García, O.F.M.
- Arcivescovo Antolín López y Peláez
- Cardinale Francisco de Asís Vidal y Barraquer
- Cardinale Isidro Gomá y Tomás

La successione apostolica è:
- Arcivescovo Gregorio Modrego y Casaus (1936)